# Bella Davidovich
Bel·la Mikhàilovna Davidóvitx, coneguda habitualment com a Bella Davidovich (rus: Белла Михайловна Давидович)  (Bakú, 16 de juliol de 1928), és una pianista i professora de música jueva d'origen rus nacionalitzada estatunidenca. És considerada un dels millors intèrprets de la música de Chopin. Va estar casada amb el violinista Julian Sitkovetski. El seu fill, Dmitri Sitkovetski, és violinista i director d'orquestra.

## Biografia

### Primers anys i educació
Va néixer a Bakú, llavors RSS de l'Azerbaidjan en una família de músics. Va començar a tocar el piano als sis anys, i el 1937 va fer el seu debut en concert amb l'orquestra. Va començar la seva educació musical a l'escola de música del Conservatori de l'Azerbaidjan. El 1939 es va traslladar a Moscou, on va continuar els seus estudis a l'Escola Central de Música. En els anys 1947-1951 va estudiar al Conservatori de Moscou, on els seus mestres van ser Konstantín Igúmnov i Iàkov Flier.

### Carrera pianística
El 1949 va representar la Unió Soviètica en el IV Concurs Internacional de Piano Frédéric Chopin a Varsòvia. Va guanyar el primer premi (ex aequo amb Halina Czerny-Stefańska) i el premi de la Societat Frédéric Chopin (Màscara de plata Chopin)
La victòria en la competició va ser el començament de la seva carrera a la Unió Soviètica i els països de l'Europa Oriental. Va actuar moltes vegades a Polònia (1958, 1965, 1975 i 1995), entre d'altres al Festival Internacional Chopin de Duszniki-Zdrój. Durant molts anys va ser solista a l'orquestra Filharmònica de Leningrad i professora al Conservatori de Moscou
El 1978 va emigrar als Estats Units, residint en el districte de Queens de Nova York. Des del 1982 ha fet classes al Juilliard School i el 1984 va rebre la ciutadania estatunidenca. En temps de la perestroika va tornar a l'URSS el 1988, i va donar el primer concert a Moscou en més de 10 anys.
Ha estat membre del jurat en nombrosos concursos de música, incloent el Concurs Internacional de Piano Frédéric Chopin a Varsòvia (1995, 2010), el Concurs musical internacional Reina Elisabet de Bèlgica a Brussel·les, així com concursos a Maryland i Vavey,

## Repertori i discografia
Té un repertori ric, que inclou obres de Mozart, Schumann, Haydn, Beethoven, Chopin, Brahms, Rakhmàninov, Schubert, Grieg i Ravel. Ha gravat diversos discos, entre d'altres per als segells discogràfics Philips i Orfeo.